# Lijst van Tsjechische ministers van Landbouw
Dit is een lijst van ministers van Landbouw van de Tsjechische Republiek.
| Naam            | Begin termijn    | Einde termijn    | Partij                     |
| --------------- | ---------------- | ---------------- | -------------------------- |
| Josef Lux       | 1 januari 1993   | 17 juli 1998     | KDU-ČSL                    |
| Jan Fencl       | 22 juli 1998     | 15 juli 2002     | ČSSD                       |
| Jaroslav Palas  | 15 juli 2002     | 25 april 2005    | ČSSD                       |
| Petr Zgarba     | 25 april 2005    | 10 november 2005 | ČSSD                       |
| Jan Mládek      | 16 november 2005 | 4 september 2006 | ČSSD                       |
| Milena Vicenová | 4 september 2006 | 9 januari 2007   | partijloos voor ODS        |
| Petr Gandalovič | 9 januari 2007   | 8 mei 2009       | ODS                        |
| Jakub Šebesta   | 8 mei 2009       | 13 juli 2010     | ČSSD                       |
| Ivan Fuksa      | 13 juli 2010     | 4 oktober 2011   | ODS                        |
| Petr Bendl      | 6 oktober 2011   | 10 juli 2013     | ODS                        |
| Miroslav Toman  | 10 juli 2013     | 29 januari 2014  | onafhankelijk              |
| Marian Jurečka  | 29 januari 2014  | 13 december 2017 | KDU-ČSL                    |
| Jiří Milek      | 13 december 2017 | 27 juni 2018     | partijloos voor ANO 2011   |
| Miroslav Toman  | 27 juni 2018     | 17 december 2021 | partijloos voor ČSSD, ČSSD |
| Marian Jurečka  | 17 december 2021 | 3 januari 2022   | KDU-ČSL                    |
| Zdeněk Nekula   | 3 januari 2022   | 28 juni 2023     | KDU-ČSL                    |
| Marek Výborný   | 29 juni 2023     |                  | KDU-ČSL                    |

Minister-president · Arbeid en Sociale Zaken · Binnenlandse Zaken · Buitenlandse Zaken · Cultuur · Defensie · Financiën · Industrie en Handel · Justitie · Landbouw · Milieu · Onderwijs, Jeugd en Lichamelijke Opvoeding · Regionale Ontwikkeling · Verkeer · Volksgezondheid · zonder portefeuille

Voormalige ministeries: 

Informatica